# Довбышский фарфоровый завод
Довбышский фарфоровый завод — промышленное предприятие в посёлке Довбыш Барановского района Житомирской области.

## История
Фарфоровый завод в Курненской волости Новоград-Волынского уезда Волынской губернии был основан в 1823 году польским помещиком Пшебельским, с 1840х годов он становится известен.
Во время гражданской войны предприятие пострадало, но после окончания боевых действий вместе с другими предприятиями стекольной и фарфоро-фаянсовой промышленности было передано в ведение Главного комитета стекольно-фарфоровой промышленности ВСНХ, восстановлено и возобновило работу.
В ходе индустриализации предприятие было реконструировано и расширено, после чего получило новое наименование: Фарфоровый завод имени Феликса Кона.
В ходе боевых действий Великой Отечественной войны и в период немецкой оккупации завод пострадал, но после окончания войны в соответствии с четвёртым пятилетним планом восстановления и развития народного хозяйства СССР был восстановлен и вновь введён в строй под наименованием Довбышский фарфоровый завод.
В 1952 году начался новый этап реконструкции предприятия, в результате которой производственные процессы были автоматизированы, печи перестроены, деревянные междуэтажные перекрытия заменены на железобетонные.
11 ноября 1973 года завод был награждён орденом Трудового Красного Знамени.
В июне 1988 года Совет министров УССР утвердил план технического перевооружения предприятий лёгкой промышленности УССР, в соответствии с которым в 1991—1992 гг. предусматривалось провести реконструкцию цеха обжига фарфоровых изделий Довбышского фарфорового завода с увеличением производственных мощностей. Общий объём капитальных вложений должен был составить 1,2 млн. рублей, но эта программа не была завершена.
В советское время численность работников завода составляла 1500 человек.
После провозглашения независимости Украины государственное предприятие было преобразовано в коллективное предприятие, а затем — в общество с ограниченной ответственностью.
Вступление Украины в ВТО в мае 2008 года (с последовавшим увеличением импорта в страну готовых фарфоровых изделий) и начавшийся в 2008 году экономический кризис осложнили деятельность украинских производителей фарфора.
К 2013 году на территории Украины осталось три действующих фарфоровых завода (Довбышский, Дружковский и Сумский). 20 мая 2013 года по результатам рассмотрения их совместного заявления Межведомственная комиссия по международной торговле Украины приняла решение о проведении специального расследования в отношении импорта на Украину фарфоровой посуды. По результатам расследования ММРТ, 23 апреля 2014 года правительство Украины ввело специальную пошлину в размере 35,6 % на импорт в страну посуды, столовых и кухонных приборов из фарфора независимо от страны происхождения. В мае 2017 года пошлина была отменена.
В 2016 году завод начал экспортировать щебень. По состоянию на ноябрь 2016 года завод оставался главным бюджетообразующим предприятием Довбыша, но численность работников сократилась до 50 человек.
В 2017 году сообщалось, что Дружковский фарфоровый завод стал единственным производителем фарфора на Украине, что подтверждает остановку завода в Довбыше.